# Nannowithius caecus
Espèce
Synonymes
- Withius caecus Beier, 1929

Nannowithius caecus est une espèce de pseudoscorpions de la famille des Withiidae.

## Distribution
Cette espèce est endémique de Libye. Elle se rencontre vers Al Marj.

## Description
Le mâle décrit par Harvey en 2015 mesure 1,94 mm.

## Systématique et taxinomie
Cette espèce a été décrite sous le protonyme Withius caecus par Beier en 1929. Elle est placée dans le genre Nannowithius par Harvey en 2015.

## Publication originale
- Beier, 1929 : Sopra alcuni pseudoscorpioni della Cirenaica. Bollettino del Laboratorio di Zoologia Generale e Agraria del R. Istituto Superiore Agrario di Portici, vol. 24, p. 78-81.